# Vera Vehring
Vera Vehring (* 1944 in Höhr-Grenzhausen) ist eine deutsche Keramikerin. Sie lebt und arbeitet in Syke-Henstedt (Niedersachsen).

## Leben
Vehring stammt aus einer Familie in Höhr-Grenzhausen, die seit 400 Jahren der Keramik verpflichtet ist. Von 1966 bis 1969 absolvierte sie eine Keramiklehre in Höhr-Grenzhausen, der Hochburg der Keramik. Es schloss sich 1969 bis 1972 ein Studium an der Staatlichen Fachschule für Keramikgestaltung in Höhr-Grenzhausen und von 1972 bis 1977 ein Studium an der Hochschule für Bildende Kunst in Kassel bei Walter Popp an. Seit 1974 hat sie ein Atelier gemeinsam mit Fritz Vehring in Syke.
Vehring erhielt mehrere Lehraufträge an Hochschulen:
- 1981 Hochschule für Kunst und Musik Bremen, Lehrauftrag für Keramik
- 1988–1989 Gesamthochschule Kassel, Lehrauftrag für Keramik
- 1989–1990 Universität Oldenburg, Lehrauftrag für Plastisches Gestalten

## Arbeiten in Museen und öffentlichen Sammlungen (Auswahl)
Die keramischen Arbeiten von Vehring befinden sich in Museen und öffentlichen Sammlungen in Deutschland (Keramik-Museum Berlin, Focke-Museum Bremen, Sammlungen der Veste Coburg, Museum für Kunsthandwerk Frankfurt, Kestner-Museum Hannover, Museum für angewandte Kunst Köln) und in den Niederlanden (Museum Boijmans Van Beuningen Rotterdam).

## Auszeichnungen / Ehrungen
Vera Vehring erhielt mehrere Preise und nahm an internationalen Keramiksymposien teil:
- 1978 Förderpreis des Landes Niedersachsen
- 1981 Ernennung zum Mitglied der Académie Internationale de la Céramique in Genf
- 1983 Förderpreis für das Kunsthandwerk, Bremen
- Mitglied der „Gruppe ‘83“
- 1988 Staatspreis des Landes Baden-Württemberg für Europäisches Kunsthandwerk, Stuttgart
- 1998 Kulturpreis des Landkreises Diepholz

## Veröffentlichungen
- zusammen mit Fritz Vehring: Keramische Arbeiten. Zur Erinnerung an die Ausstellung im Mai 1977 in der Kunstkammer Ludger Köster, Mönchengladbach. (Texte: Gerhard Gerkens). Kunstkammer Ludger Köster, Mönchengladbach 1977, 30 S. m. zahlr. Abb.